# Micae Hoàng Đức Oanh
Micae Hoàng Đức Oanh (sinh 1938) là một Giám mục của Giáo hội Công giáo tại Việt Nam. Ông từng đảm trách vai trò Giám mục chính tòa Giáo phận Kon Tum trong khoảng thời gian 12 năm, từ năm 2003 cho đến khi hồi hưu cuối năm 2015. Ngoài tiếng mẹ đẻ là tiếng Việt, ông còn có khả năng giao tiếp bằng tiếng Anh, tiếng Pháp và tiếng Latinh. Ông cũng có thể giao tiếp bằng các ngôn ngữ dân tộc Bana, Jarai và Xê-đăng.
Hoàng Đức Oanh quê ở Hà Tây, từ nhỏ đã đi theo con đường tu trì. Năm 1954, cậu cùng gia đình di cư vào miền Nam và tiếp tục theo đuổi việc tu học. Sau quá trình học dài hạn, năm 1968, ông được truyền chức linh mục tại Sài Gòn.
Trở về giáo phận Kon Tum, Hoàng Đức Oanh đảm nhận nhiều vai trò khác nhau cho đến khi trở thành linh mục Tổng Đại diện Giáo phận này cuối năm 1996. Năm 2003, Tòa Thánh chọn linh mục Oanh làm giám mục Kon Tum và ông đảm nhận vai trò này cho đến năm 2015.

## Thân thế & Tu tập
Hoàng Đức Oanh sinh ngày 23 tháng 10 năm 1938 tại Hà Tây (nay là Hà Nội), Địa phận Hà Nội, sau đó được rửa tội lấy tên thánh là Micae. Hoàng Đức Oanh là con út trong gia đình có 9 người con, trong số các anh của ông có hai người là linh mục. Song thân là ông Hoàng Văn Phận và bà Phạm Thị Đạm. Người anh cả của Giám mục Oanh là linh mục Gioan Baotixita Hoàng Văn Minh, nguyên Bề trên tiên khởi của Tu Đoàn Naza Thủ Đức và người anh thứ tám kế ông là Hilario Hoàng Đình Thiều, linh mục Bề trên đương kim của Tu đoàn Naza.
Cậu bé Oanh bắt đầu theo con đường tu trì bằng việc nhập học Tiểu chủng viện Hà Nội từ năm 1952. Sau Hiệp định Genève 1954, cậu cùng gia đình di cư vào miền Nam và tiếp tục theo học tại tiểu chủng viện Thánh Giuse Sài Gòn. Mãn tiểu chủng viện, vì là chủng sinh xuất sắc nên Hoàng Đức Oanh được chọn gửi đến Giáo hoàng Học viện Thánh Piô X Đà Lạt theo học các phân môn triết học và thần học từ năm 1960 và học tại đây cho đến năm 1969, tốt nghiệp với văn bằng cử nhân thần học. Ông là nghĩa tử của linh mục Tổng Đại diện Địa phận Hà Nội Gioan Lasan Nguyễn Văn Vinh.

## Thời kỳ linh mục
Sau quá trình tu học dài hạn, Hoàng Đức Oanh được truyền chức linh mục ngày 22 tháng 12 năm 1968 tại Sài Gòn. Một thời gian ngắn sau khi tốt nghiệp Giáo hoàng Học viện, linh mục Oanh được bổ nhiệm đảm nhận vai trò linh mục phó giáo xứ Thăng Thiên (Pleiku) kiêm Hiệu trưởng Trường Tư thục Minh Đức. Kề từ năm 1971, ông đảm nhận vai trò linh hướng và Giáo sư Tiểu chủng viện Thừa sai Kon Tum.
Sau khoảng thời gian dạy học tại Chủng viện, năm 1997, linh mục Oanh được bổ nhiệm đảm nhận chức chánh xứ giáo xứ Thánh Tâm. Trước đó, kể từ tháng 10 năm 1996, ông đã đảm nhận vai trò Tổng đại diện Giáo phận Kon Tum. Năm 2003, ông bị ngưng tim 50 phút, tuy vậy sau đó dần hồi phục và trí nhớ cải thiện rõ rệt.

## Giám mục
Ngày 16 tháng 7 năm 2003, Giáo hoàng Gioan Phaolô II chấp nhận đơn từ nhiệm vì lý do tuổi tác của giám mục Kon Tum Phêrô Trần Thanh Chung, đồng thời loan tin bổ nhiệm linh mục Micae Hoàng Đức Oanh làm Giám mục chính tòa giáo phận Kon Tum. Lễ tấn phong cho vị giám mục Tân cử sau đó được cử hành vào ngày 28 tháng 8 cùng năm tại tiền đình Nhà thờ chính tòa Kon Tum, với phần nghi thức truyền chức cử hành bởi Chủ phong là giám mục Phêrô Trần Thanh Chung và 2 vị phụ phong: Phaolô Nguyễn Văn Hòa, giám mục chính tòa Giáo phận Nha Trang và Phêrô Nguyễn Soạn, giám mục chính tòa Giáo phận Qui Nhơn. Giáo phận được trao cho vị Hoàng Đức Oanh gồm có 32 linh mục và 176 tu sĩ, 193.206 giáo dân Công giáo.
Hoàng Đức Oanh tham gia phái đoàn Việt Nam tham gia Đại hội Giới Trẻ lần thứ 28 – 2013 cùng các giám mục Giuse Vũ Văn Thiên, Phaolô Nguyễn Thái Hợp dẫn đầu đoàn 24 người khác gồm 14 linh mục và 10 giáo dân.
Ngày 7 tháng 10 năm 2015, Giáo hoàng Phanxicô đã chấp thuận đơn từ nhiệm giám mục giáo phận Kontum của ông, theo điều 401, §1 của Bộ Giáo luật và bổ nhiệm linh mục Aloisiô Nguyễn Hùng Vị làm Tân giám mục giáo phận này. R Sau khi hồi hưu, cuối tháng 11 cùng năm, Hoàng Đức Oanh trả lời phỏng vấn từ Ban truyền thông Giáo phận Kon Tum. Chia sẻ về việc thực hiện mục vụ và truyền giáo, nguyên giám mục Kon Tum cho biết ông đặt vấn đề đào tạo nhân sự, giới trẻ để họ có mong muốn theo con đường tu trì; thứ hai là góp phần nâng cao chất lượng sống cho người dân và vấn đề thừ ba là xây dựng các cơ sở tôn giáo. Nói về vấn đề giáo phận cần quan tâm sau nhiệm kỳ giám mục của mình, Hoàng Đức Oanh cho rằng đó là vấn đề truyền giáo. Ngoài ra, ông cũng bày tỏ nỗi lo lắng của mình với vấn đề giáo dục cũng như chính trị.
Nhân các sự kiện trình dự luật về đặc khu và an ninh mạng vào năm 2018, giám mục Hoàng Đức Oanh đã viết thư ngỏ gửi ông Trần Đại Quang, nêu lên ý kiến của mình.

## Nhận xét
Giám mục Aloisiô Nguyễn Hùng Vị nhận xét về vị tiền nhiệm Hoàng Đức Oanh:
| “ | Vị tiền nhiệm của tôi là một con người mạnh mẽ và có trí khôn sắc bén. Nếu có ai muốn cạnh tranh với ngài chắc cảm thấy bị áp lực. Đối với tôi thì không vì ngài là bậc thầy của tôi. Trong nhiệm kỳ của ngài, ngài đã khai phá và gieo trồng. | ” |

## Tông truyền
Giám mục Micae Hoàng Đức Oanh được tấn phong năm 2003, thời Giáo hoàng Gioan Phaolô II, bởi:
- Chủ phong: Giám mục Phêrô Trần Thanh Chung, cố Giám mục chính tòa Giáo phận Kon Tum.
- Phụ phong: Giám mục Phaolô Nguyễn Văn Hòa, Giám mục chính tòa Giáo phận Nha Trang và giám mục Phêrô Nguyễn Soạn, giám mục chính tòa Giáo phận Qui Nhơn

Giám mục Micae Hoàng Đức Oanh là Chủ phong trong nghi thức truyền chức cho giám mục:
- Năm 2015, giám mục Aloisiô Nguyễn Hùng Vị, hiện đang là Giám mục chính tòa Giáo phận Kon Tum.